# Sondre Nordheim
Sondre Norheim, nacido con el nombre de Sondre Auverson, (10 de junio de 1825-9 de marzo de 1897) fue un esquiador noruego pionero del esquí moderno. Nació en Øverbø y creció en Morgedal en el municipio de Kviteseid en Telemark. Comenzó a practicar el esquí alpino como actividad de recreo y logró gran fama local por sus habilidades. Realizó importante innovaciones técnicas y de equipación, entre las que se encuentran nuevas fijaciones y esquís más cortos para facilitar los giros. En 1868 ganó la primera competición nacional de esquí celebrada en Christiania derrotando a rivales más jóvenes por un amplio margen. Su reputación creció y logró que palabras noruegas como esquí y eslalon se conociran a nivel mundial. Sondre Norheim es también conocido como el padre del Telemark.
En 1884, Norheim siguiendo los pasos de otros vecinos de Morgedal emigró a Estados Unidos con mucha de su familia. Tras asentarse inicialmente en Minnesota se trasladó posteriormente a Dakota del Norte. Él continuó esquiando aunque la orografía y el clima de Dakota le ofrecían pocas posibilidades.
Norheim ayudó a construir una iglesia luterana en su localidad, Villard. Falleció en 1897 y fue enterrado en Denbigh en el Condado de McHenry. Su tumba permaneció sin ninguna placa hasta tiempos recientes en que se instaló una. En 1987 se instaló una estatua de Sondre en Minot Dakota del Norte y en 1988 otra en Morgedal.

## Libros
Sondre Norheim - El padre del esquí moderno by Anne-Gry Blikom and Eivind Molde, (North American Heritage Press. Minot, North Dakota. Octubre de 2003)